# Bárzana
Bárzana es una parroquia del concejo asturiano de Quirós, y una villa de dicha parroquia. La villa de Bárzana es la capital del concejo de Quirós. Su templo parroquial está dedicado a San Julián. Alberga una población de 390 habitantes y ocupa una extensión de 17,4 km².

## Entidades de población
Según el nomenclátor de 2008, la parroquia está formada por:
- El Arroxín (casería, en asturiano: L'Arroxín) - deshabitado
- Bárzana (villa, en asturiano: Bárzana) - 290 habitantes
- La Casa Vide (casería, en asturiano: La Casa Vide) - 2 habitantes
- Coañana (lugar, en asturiano: Cuañana) - 59 habitantes
- El Pando (casería, en asturiano: El Pando) - deshabitado
- Pontonga (casería, en asturiano: Pontonga) - 3 habitantes
- Rano (lugar, en asturiano: Rano) - 10 habitantes
- El Reigustio (casería, en asturiano: El Regustiu) - 2 habitantes
- Santa Marina (lugar, en asturiano: Santa Marina) - 13 habitantes
- Vallín (lugar, en asturiano: Vaḷḷín) - 11 habitantes